# Жабино (Владимирская область)
Жабино — деревня в Собинском районе Владимирской области России, входит в состав Березниковского сельского поселения.

## География
Деревня расположена в 12 км на юго-восток от центра поселения села Березники и в 33 км на юго-восток от райцентра Собинки.

## История
В конце XIX — начале XX века деревня входила в состав Березниковской волости Судогодского уезда, с 1926 года — в составе Собинской волости Владимирского уезда. В деревне имелась школа грамоты, в 1896 году в ней было 12 учащихся. В 1859 году в деревне числилось 16 дворов, в 1905 году — 43 дворов, в 1926 году — 45 хозяйств.
С 1929 года деревня входила в состав Косьминского сельсовета Собинского района, с 1965 года — в составе Березниковского сельсовета, с 2005 года входит в состав Березниковского сельского поселения.

## Население
| 1859 | 1905 | 1926 |
| ---- | ---- | ---- |
| 171  | 223  | 192  |

| 1859 | 1905 | 1926 | 2002 | 2010 | 2021 |
| ---- | ---- | ---- | ---- | ---- | ---- |
| 171  | ↗223 | ↘192 | ↘4   | →4   | →4   |